# トヨタ生活協同組合
トヨタ生活協同組合（トヨタせいかつきょうどうくみあい）は、愛知県豊田市に本部を置く生活協同組合である。

## 歴史・概要
1938年（昭和13年）前後に「トヨタ自動車株式会社」の社内売店として「トヨタ百貨店」が発足したのが始まりで、第二次世界大戦中は「豊友商事」として物資の配給を行っていた。
1945年（昭和20年）12月15日に「トヨタ自動車株式会社挙母工場互助会」が設立され、1947年（昭和22年）4月に任意組合の「挙母豊田生活消費組合」に改組し、1948年（昭和23年）5月1日に「産業組合法」に基づく「有限責任挙母豊田生活購買利用組合」に改組して産業組合となった。
1949年（昭和24年）7月8日に「消費生活協同組合法」に基づく「トヨタ生活協同組合」に改組して生活協同組合となった。
1950年（昭和25年）3月に理容・美容やクリーニングなどのサービス事業を開始し、葬儀や墓石などの葬祭事業やトヨタ自動車工場内・寮の売店・食堂運営にも参入した。
また、1952年（昭和27年）1月には各地域組合員の主婦で地域家庭会を組織化し、店舗などの運営についての意見を反映させており、文化教室の運営などは家庭会での主婦からの要望を反映させる形で開始された。
当組合は「トヨタ自動車」の発展と共に業績が拡大し、互助会発足から約40年後の1984年（昭和59年）度には売上高約488億円で日本国内の生活協同組合では4位、職域生活協同組合では最大の組織へと発展した。
なお、この売り上げ規模は当時の小売業全体でも約70位前後であり、中堅のスーパーマーケットに相当するものであった。
こうした事業活動の拡大に対して、地元の挙母商店街協同組合から販売価格を下町の協定と同額にするように要求されたり、下町への進出を阻止されたりするなど地元の一般小売店への配慮も要求されるなど、長年商店街とは対立関係となっていた。
しかし、大規模小売店舗法の廃止に伴って大型店の出店が増えたことなどが影響して、豊田市駅前から1997年（平成9年）にアピタ、2000年（平成12年）12月25日にそごう、2002年（平成14年）5月末にサティと大型店の撤退が相次いだことから、当組合がサティの跡地の一部に出店する形で商店街は協調路線へ転換した。
発足当初はトヨタ自動車の本社西門前に本部店を構えていたが、1976年（昭和51年）3月25日に豊田市山之手に新・本部店を開店した。
その後の事業拡大に伴って本部の事務所機能は本部店を離れ、豊田市豊栄町の物流センター内に移転した。

## 年表
- 1938年（昭和13年）前後 - 「トヨタ自動車株式会社」の社内売店「トヨタ百貨店」が発足[2]。
- 第二次世界大戦中 - 「豊友商事」が物資の配給業務を実施[2]。
- 1945年（昭和20年）12月15日 - 「トヨタ自動車株式会社挙母工場互助会」設立[1]。
- 1947年（昭和22年）4月 - 「挙母豊田生活消費組合」に改組し、任意組合となる[2]。
- 1948年（昭和23年）5月1日 - 「産業組合法」に基づく「有限責任挙母豊田生活購買利用組合」に改組し、産業組合となる[2]。
- 1949年（昭和24年）7月8日 - 「消費生活協同組合法」に基づく「トヨタ生活協同組合」に改組し、生活協同組合となる[3]。
- 1950年（昭和25年）3月 - 理容・美容やクリーニングなどのサービス事業を開始[3]。
- 1952年（昭和27年）1月 - 各地域組合員の主婦で、地域家庭会を組織化[3]。
- 1976年（昭和51年）3月25日 - 新・本部店を開店[3]。
- 1995年（平成7年） - 新名称MEGLIAを制定。

## 店舗

### 現在営業中の店舗
近年は、MEGLiA（メグリア）の名称で店舗展開を行っている。

#### 大型店舗（メグリア）
豊田市に11店舗、みよし市1店舗、岡崎市1店舗。
- メグリア本店（豊田市山之手8-92[11]、1976年（昭和51年）3月25日開店[3]）
  - 店舗面積約17,455m²[11]、延べ床面積約32,500m²[11]。直営店舗面積約11,682m²[11]。
  - 同組合の最大店舗で直営売場と約70の専門店で構成される。三菱UFJ銀行豊田南支店が入居している他、9行の店舗外ATMを設置。
- エムパーク店
- 藤岡店
- 三好店
- 若園店
- 志賀店
- 井上店
- 朝日店
- 永覚店
- はなぞの店
- うねべ店
- 北斗店
- 五ケ丘店
- 小型店舗（メグリアミニ） - 3店舗
  - 加茂川店
  - 市木店
  - 星ケ丘店
- 生協会館
- 本のメグリア - 本の販売とCD・DVDのレンタル。
- メグリア調剤薬局
- ガソリンスタンド - ENEOS（豊田市4店舗）
- 葬儀センター - 葬儀センター。生協の直営の葬儀センターは全国初。（豊田市4カ所）
- カルスポ - 家庭会での主婦からの要望を反映させる形で開始された文化教室[5]。メグリアカードがあれば入会金不要。（豊田市3店舗、みよし市1店舗）

### かつて運営していた店舗

#### 豊田市
- 高根店（豊田市大林町[3]、1965年（昭和40年）5月開店[3] - ?閉店）
  - 店舗面積132m²[3]。
- 逢妻店（豊田市本新町5-80[12]、1971年（昭和46年）6月開店[3] - ?閉店）
  - 店舗面積119m²[3]。
- 伊保原店（豊田市大清水町南岬1-281[12]、1972年（昭和47年）10月開店[3] - ?閉店）
  - 店舗面積299m²[3]。
- 前山店（豊田市前山町3-2-1[12]、1973年（昭和48年）12月開店[3] - ?閉店）
  - 店舗面積360m²[3]。
- 野見山店（豊田市野見山町1-52[12]、1974年（昭和47年）11月開店[3] - ?閉店）
  - 店舗面積564m²[3]。
- 古瀬間店（豊田市古瀬間町[3]、1977年（昭和52年）3月開店[3] - ?閉店）
  - 店舗面積158m²[3]。
- 平山店（豊田市トヨタ町[3]、1978年（昭和53年）9月開店[3] - ?閉店）
  - 店舗面積706m²[3]。
- 丸山店（豊田市丸山町6丁目21番地[1]、1981年（昭和56年）6月開店[3] - ?閉店）
  - 店舗面積163m²[3]。
- さなげ台店（豊田市亀首町八ッ口洞11番地[1]、1981年（昭和56年）9月開店[3] - ?閉店）
  - 店舗面積170m²[3]。
- 宮町店（豊田市宮町[3]、1982年（昭和57年）4月開店[3] - ?閉店）
  - 店舗面積728m²[3]。
- 生協会館コピック店（豊田市丸山町[3]、1986年（昭和61年）2月開店[3] - ?閉店）
  - 店舗面積1,845m²[3]。
- 丸山店（豊田市三軒町 8丁目97-1[1]、?開店 - ?閉店）
  - 店舗面積287m²[3]。
- メグリアセントレ店（豊田市喜多町1-140[11]、2002年（平成14年）7月開店 - 2024年（令和6年）6月30日閉店[13]）
  - 豊田市駅東地区市街地再開発ビルの店舗面積約12,865m²[11]、延べ床面積約63,311m²[11]。直営店舗面積約4,900m²[11]。
  - ギャザの1階と2階で食料品や衣料品などを販売[8]。
  - 2002年（平成14年）5月末に閉店のサティ跡地に出店[10]。
  - 半径1km圏内の無料宅配サービスを行っていた。

#### 岡崎市
- 岡崎店（岡崎市百々西町5丁目1番地[1]、1982年（昭和57年）6月開店[3] - ?閉店）
  - 店舗面積1,046m²[3]。
- 滝町店（岡崎市滝町[3]、1983年（昭和58年）6月開店[3] - ?閉店）
  - 店舗面積165m²[3]。

#### 豊橋市
- サンレイク店（豊橋市富士見台2丁目81番地[1]、1981年（昭和56年）12月開店[3] - ?閉店）
  - 店舗面積467m²[3]。

#### 田原市
- 田原店（田原市[3]、1986年（昭和61年）4月開店[3] - ?閉店）
  - 店舗面積315m²[3]。

## 売上高
- 1984年（昭和59年）3月期：約488億円[6]。日本の生活協同組合第4位[6]。
- 1985年（昭和60年）3月期：約515億円[5]。

## 組合員への還元など
かつては、店舗利用額に応じて商品券を提供する形で還元していた。
近年は、組合員証は「メグリアカード」と称する磁気式のプラスチックカードであり、店舗利用額に応じてポイントが付与している。
また、CD・DVDレンタルなども行える。

## 宅配サービス
組合員の自宅に毎週1回決まった曜日に届くカタログの中から注文して、毎週1回決まった曜日に商品が届くサービスである。利用手数料は1週189円であるが、月間20,000円以上利用した場合と65歳以上の高齢者は利用手数料が無料になる。利用代金は毎月27日に指定口座より引き落とされる。なお、宅配可能エリアは、豊田市・岡崎市・安城市・知立市・刈谷市・みよし市・豊橋市・田原市（田原町のみ）・日進市・長久手市・愛知郡東郷町・名古屋市名東区・天白区・昭和区・緑区である。

## 関連文献
- 井上邦彦 『トヨタ生協革命―苦境からの脱出』　日科技連出版社、2003年。ISBN 4817180145